# 1959 في نيوزيلندا
فيما يلي قوائم الأحداث التي وقعت خلال عام 1959 في نيوزيلندا.

## سياسة

### تعيين في المنصب
- 1 ديسمبر – دينيس روجرز Mayor of Hamilton, New Zealand [الإنجليزية]‏.

## رياضة
- 1 يناير – كأس نيوزيلندا 1959 الفائز Northern AFC [الإنجليزية]‏.

## مواليد

### يناير
- 1 يناير – أندرو وليامز سياسي نيوزيلندي.
- 1 يناير – جيريمي كوربيت
- 1 يناير – روي مونتجومري موسيقية نيوزيلندية.
- 1 يناير – كارين هاي
- 1 يناير – لويز والاس مقدمة تلفزيونية نيوزيلندية.
- 1 يناير – هاري سينكلير
- 1 يناير – يان فوستر
- 4 يناير – بروس سميث لاعب رغبي نيوزيلندي.
- 7 يناير – روس نورمان لاعب اسكواش نيوزيلندي.
- 10 يناير – فران والش
- 22 يناير – جون دريك
- 27 يناير – تينا كروس مغنية نيوزيلندية.
- 27 يناير – ليندا ليندسي

### فبراير
- 11 فبراير – جون كينارد
- 15 فبراير – إليزابيث نوكس كاتبة نيوزيلندية.
- 22 فبراير – كولن كوبر لاعب رغبي نيوزيلندي.

### مارس
- 13 مارس – كريس تورنر لاعب كرة قدم نيوزيلندي.
- 15 مارس – ستيف قاي لاعب كرة مضرب نيوزيلندي.

### أبريل
- 1 أبريل – براد باترورث متسابق يخت نيوزيلندي.
- 13 أبريل – جوستين بويل لاعب كركيت نيوزيلندي.

### مايو
- 7 مايو – ستيف هانسن لاعب رغبي نيوزيلندي.
- 9 مايو – أندرو جونز لاعب كركيت نيوزيلندي.
- 13 مايو – سيمون دوغان مصوّر سينمائي نيوزيلندي.
- 22 مايو – جلان آدم لاعب كرة قدم نيوزلندي.
- 26 مايو – بريت أوستين سبّاح نيوزيلندي.

### يونيو
- 14 يونيو – ألان تومسون كاياكير نيوزيلندي.
- 25 يونيو – واين هودسون لاعب كريكت نيوزلندي.

### يوليو
- 19 يوليو – بادي أوبراين لاعب رغبي نيوزيلندي.

### أغسطس
- 12 أغسطس – مايك هوبكينز مهندس صوت نيوزيلندي.
- 13 أغسطس – موراي هندرسون لاعب رغبي نيوزيلندي.
- 26 أغسطس – ترودي أندرسون لاعبة كركيت نيوزيلندية.

### سبتمبر
- 3 سبتمبر – شاين جونز سياسي نيوزيلندي.
- 4 سبتمبر – روبي دينز لاعب اتحاد رغبي نيوزيلندي.
- 22 سبتمبر – لين ويكس
- 25 سبتمبر – غلين مور لاعب رغبي نيوزيلندي.
- 27 سبتمبر – ألان هنت لاعب كريكت نيوزلندي.
- 27 سبتمبر – مارك إينغليز

### أكتوبر
- 6 أكتوبر – بريت هارفي لاعب رغبي نيوزيلندي.
- 10 أكتوبر – كيفن باري ملاكم نيوزيلندي.
- 17 أكتوبر – غارث دوسن لاعب كركيت نيوزيلندي.
- 19 أكتوبر – روكي وود كاتب أسترالي.
- 27 أكتوبر – بيتر رينر عداء مراثوني نيوزيلندي.

### نوفمبر
- 3 نوفمبر – هيو براون لاعب كركيت نيوزيلندي.

### ديسمبر
- 12 ديسمبر – جورج كيز مُجدّف نيوزيلندي.

## وفيات

### يناير
- 1 يناير – إليانور هيوز (مواليد 1882)
- 1 يناير – جون إدوارد دونكان (مواليد 1884) سياسي نيوزيلندي.
- 1 يناير – جون هندرسون (مواليد 1880) جيولوجي نيوزيلندي.

### فبراير
- 10 فبراير – آرثر بارنت (مواليد 1873)
- 19 فبراير – جلان باركلي (مواليد 1888) لاعب دوري رغبي نيوزيلندي.

### يوليو
- 1 يوليو – بيتر راندال جونسون (مواليد 1880) لاعب كركيت من المملكة المتحدة.
- 13 يوليو – إرنست ويلسون (مواليد 1877) لاعب كريكت نيوزلندي.

### أكتوبر
- 14 أكتوبر – جيرالد أوستين (مواليد 1875) لاعب كريكت نيوزلندي.

### نوفمبر
- 20 نوفمبر – فرانك باركلي (مواليد 1887) لاعب دوري رغبي نيوزيلندي.
- 30 نوفمبر – جون باول (مواليد 1904)